# 甲状腺眼症
甲状腺眼症（こうじょうせんがんしょう、thyroid-associated ophthalmopathy: TAO）は、甲状腺関連の抗体が眼球周囲の組織に付着し、炎症を起こすことを指す。バセドウ病（グレーブス病）や橋本病などの甲状腺疾患におけるものが広く知られているが、甲状腺機能が正常であっても発生することがある。

## 臨床
頻度はバセドウ病で高く25 - 50%、橋本病ではこれより低い2%。機序は現在でも正確には解明されていないが、自己免疫的機序により、眼球後部（球後部）の脂肪や外眼筋の肥厚が生じ、それに押し出される形で眼球が突出するのではないかと、推定されている。この疾患では眼窩やその周囲組織の自己免疫性炎症で、上眼瞼後退、眼瞼遅滞・腫脹、発赤（紅斑）、結膜炎、眼球突出などの症状が見られる。浮腫は血管の圧迫で液体の排出が滞るために起こると考えられている。
3〜5%の患者は、激痛を訴えたり、角膜潰瘍や視神経圧迫で視力障害の危機に至るなど重症化する。喫煙は多くの自己免疫疾患に影響を与えるが、甲状腺眼症の発生率を7.7倍にするとされている。軽症例は回復することが多く、不快感や乾燥感を軽減するため、人工涙液の使用や禁煙が勧められる。重症例では視力障害を防ぐため、ステロイド剤が使われ、時にシクロスポリンなど免疫抑制薬も導入される。インフリキシマブ、エタネルセプト、アナキンラなど抗炎症的に働く生物学的製剤を用いた臨床試験が行われたが、現状ランダム化比較試験で有効と判定された治療法は存在しない。
臨床兆候は主に以下の5つに代表される。
1. 眼瞼退縮(eyelid retraction)
2. 軟部組織浸潤(soft tissue involvement)
3. 眼球突出(proptosis)
4. 視神経障害(optic neuropathy)
5. 拘束性外眼筋障害(restrictive myopathy)

## 自然史
甲状腺眼症自体が少ない疾患のため、不明な点が多いが、他の自己免疫疾患と同様、自然寛解と増悪を特徴とする。眼球突出が高度となると、閉眼困難となり、兎眼を来す。（乾燥による角膜のびらん・潰瘍形成）

## 特徴
眼瞼後退、眼瞼腫脹、眼球突出、複視、兎眼などが見られる。

## 治療
ステロイド内服、放射線照射、外科的手術などが行なわれる。シクロホスファミドが有効で有ったとする報告がある。